# パブリックビューイング
パブリックビューイング（英: public viewing）は、スポーツ競技やコンサート等のイベントにおいて、スタジアムや街頭などにある大型の映像装置を利用して観戦・観覧を行うイベントのこと。スポーツ競技では主にオリンピックやFIFAワールドカップ、プロ野球、Jリーグのリーグ戦終盤やポストシーズン、プロボクシングの世界戦で選手の地元向けなどに行われる。オーストリアではウィーン国立歌劇場のオペラのチケットが売り切れるので、パブリックビューイングされ、潜在需要の掘り起こしに役立てている。
街頭テレビのように、会場が無料開放される場合もあれば、映画館などで入場料を支払う場合もある。

## 目的
主に、以下のような目的で開催される。

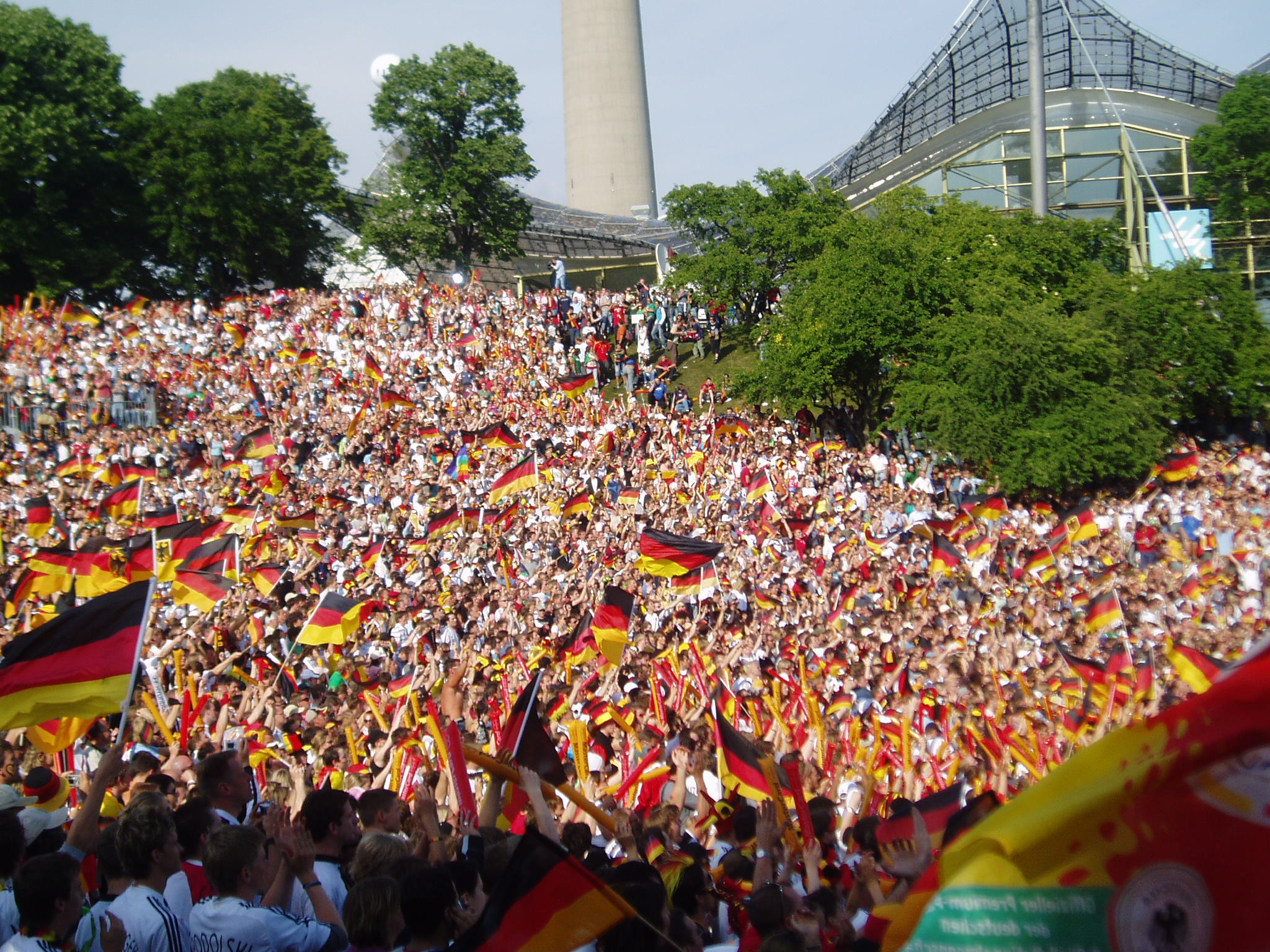
FIFAワールドカップ2006期間中のモニター付近の様子（ミュンヘン）

1. 入場券を持たないが観覧・観戦希望者が多い場合。
2. 催事・試合会場に入りきれなかった観覧・観戦希望者が出た場合。
3. 遠隔地で催事・試合を行う場合。競馬、競輪、競艇の場外売り場での試合の中継。
4. 観覧・観戦希望者は多い催事・試合がテレビ放送されない場合。中継は行われるが当該地域でネットされないものや地上波以外での放送になるものも含む。
5. テレビ受像機が普及していない場合（街頭テレビなど）。
6. 催事・試合会場に観衆・観客の立ち入りが不可能な場合（無観客試合など）。
7. 催事・試合の終了後、他会場で行われている催事・試合を流す場合（他会場の結果次第で優勝などが決まる場合など）。

パブリックビューイングを放送新技術披露の場として用いるケースも増えている。2012年のロンドンオリンピックや2014年のFIFAワールドカップブラジル大会では、NHKによるスーパーハイビジョンを用いたパブリックビューイングが開催された。

## 備考
パブリックビューイングがテレビにおけるスポーツ中継の視聴率を低下させているとの指摘があり、鈴木祐司は「パブリックビューイングも視聴率に反映する手法を開発する必要があるのでは?」と提言を行っている。